# Chenevrey-et-Morogne
Chenevrey-et-Morogne là một xã thuộc tỉnh Haute-Saône trong vùng Bourgogne-Franche-Comté phía đông nước Pháp.